# 대한민국 형법 제156조
대한민국 형법 제156조는 무고죄에 대한 형법각칙의 조문이다.

## 조문
제156조(무고) 타인으로 하여금 형사처분 또는 징계처분을 받게 할 목적으로 공무소 또는 공무원에 대하여 허위의 사실을 신고한 자는 10년 이하의 징역 또는 1천500만원 이하의 벌금에 처한다.

第156條(誣告) 他人으로 하여금 刑事處分 또는 懲戒處分을 받게 할 目的으로 公務所 또는 公務員에 對하여 虛僞의 事實을 申告한 者는 10年 以下의 懲役 또는 1千500萬원 이하의 罰金에 處한다.

## 사례
- 합의하에 성관계를 가진 다음 성폭행을 당했다고 고소하는 것은 무고죄에 해당할 수 있다.

- 대학교수가 동거녀와 불화가 생기자 앙심을 품고 여러 차례에 걸쳐 동거녀를 빌려간 돈을 갚지 않는다며 허위로 고소한 경우 무고죄로 구속될 수 있다[1].

### 무고죄가 성립하지 않는 경우
- 공무소에 신고한 허위사실이 친고죄로서 그에 대한 고소기간이 경과한 것이 신고내용자체에 의하여 분명한 경우[2]
- 신고사실에 대한 형사책임을 부담할 자를 잘못 선택하였으나 신고사실이 허위가 아닌 경우[3]
- 갑이 을을 강간하였다고 갑이 스스로 허위의 신고를 한 경우[4]
- 갑이 사자인 을의 명예를 훼손할 목적으로 허위사실을 신고한 경우
- 피고인이 자신이 상대방의 범행에 공범으로 가담하였음에도 자신의 가담사실을 숨기고 상대방만 고소한 경우[5]
- 타인에게 형사처분을 받게 할 목적으로 '허위의 사실'을 신고하였으나, 신고된 사실 자체가 형사범죄로 구성되지 않는 경우[6]

## 판례
- 무고죄에 있어서 허위사실 적시의 정도는 수사관서 또는 감독관서에 대하여 수사권 또는 징계권의 발동을 촉구하는 정도의 것이면 충분하고 반드시 범죄구성요건 사실이나 징계요 건 사실을 구체적으로 명시하여야 하는 것은 아니다.[7]

- 무고죄에 있어서의 신고는 자발적인 것이어야 하고 수사기관 등의 추문에 대하여 허위의 진술을 하는 것은 무고죄를 구성하지 않는 것이지만， 수표발행인인 피고인이 은행에 지급  제시된 수표가 위조되었다는 내용의 허위의 신고를 하여 그 정을 모르는 은행 직원이 수사기관에 고발을 함에 따라 수사가 개시되고， 피고인이 경찰에 출석하여 수표위조자로 특정 인을 지목하는 진술을 한 경우에는， 피고인이 자발적으로 수사기관에 대하여 허위의 사실을 신고한 것으로 평가하여야 한다.[8]

- 타인 명의의 고소장을 대리하여 작성하고 제출하는 형식으로 고소가 이루어진 경우 명의자를 대리한 자가 실제 고소의 의사를 가지고 고소행위를 주도한 경우라면 무고죄의 주체는 명의자를 대리한 자로 보아야 한다.[9]
- 고소당한 범죄가 유죄로 인정되는 경우에, 고소를 당한 사람이 고소인에 대하여 '고소당한 죄의 혐의가 없는 것으로 인정된다면 고소인이 자신을 무고한 것에 해당하므로 고소인을 처벌해 달라'는 내용의 고소장을 제출하였다면 설사 그것이 자신의 결백을 주장하기 위한 것이라고 하더라도 방어권의 행사릴 벗어난 것으로 고소인을 무고한다는 범의를 인정할 수 있다.[10]
- 피무고자의 교사, 방조 하에 제3자가 피무고자에 대한 허위의 사실을 신고한 경우에는 제3자의 행위는 무고죄의 구성요건에 해당하여 무고죄를 구성하므로, 제3자를 교사, 방조한 피무고자도 교사, 방조범으로서의 죄책을 부담한다.[11]
- 변호사에 대한 징계처분이 형법 제156조에서 정하는 ‘징계처분’에 포함되므로 변호사로 하여금 징계처분을 받게 할 목적으로 서울지방변호사회에 허위내용의 진정서를 제출한 경우 무고죄가 성립한다.[12]
- 무고죄는 국가의 형사사법권 또는 징계권의 적정한 행사를 주된 보호법익으로 하고 다만, 개인의 부당하게 처벌 또는 징계받지 아니할 이익을 부수적으로 보호하는 죄이므로, 설사 무고에 있어서 피무고자의 승낙이 있었다고 하더라도 무고죄의 성립에는 영향을 미치지 못한다 할 것이고, 무고죄에 있어서 형사처분 또는 징계처분을 받게 할 목적은 허위신고를 함에 있어서 다른 사람이 그로 인하여 형사 또는 징계처분을 받게 될 것이라는 인식이 있으면 족한 것이고 그 결과발생을 희망하는 것까지를 요하는 것은 아니므로, 고소인이 고소장을 수사기관에 제출한 이상 그러한 인식은 있었다고 보아야 한다.[13]
- 무고죄는 타인으로 하여금 형사처분 등을 받게 할 목적으로 신고한 사실이 객관적 진실에 반하는 허위사실인 경우에 성립되는 범죄로서, 신고자가 그 신고내용을 허위라고 믿었다 하더라도 그것이 객관적으로 진실한 사실에 부합하는 때에는 허위사실의 신고에 해당하지 않아 무고죄는 성립하지 않는다[14]
- 타인으로 하여금 형사처분을 받게 할 목적으로 공무소에 대하여 허위사실을 신고하였다고 하더라도, 신고된 범죄사실에 대한 공소시효가 완성되었음이 신고 내용 자체에 의하여 분명한 경우에는 형사처분의 대상이 되지 않는 것이므로 무고죄가 성립하지 아니한다[15]
- 객관적으로 고소사실에 대한 공소시효가 완성되었더라도 고소를 제기하면서 마치 공소시효가 완성되지 아니한 것처럼 고소한 경우에는 국가기관이 직무를 그르칠 염려가 있으므로 무고죄를 구성한다.[16]
- 무고죄에 있어서의 형사처분을 받게 할 목적이란 허위신고를 함으로써 다른 사림이 그로 인하여 형사처분을 받게 될 것이라는 인식이 있으면 족하고, 그 결과발생을 희망하는 것까지는 필요치 않으며, 또 무고죄에 있어서의 범의는 확정적 고의임을 요하지 아니하고 미필적 고의로써 족하다 할 것이므로 신고자가 진실하다는 확신이 없는 사실을 신고함으로써 무고죄는 성립하고 그 신고사실이 허위라는 것을 확인할 것까지는 없다.[17]
- 무고죄에 있어서의 신고는 자발적인 것이어야 하고 수사기관 등의 추문에 대하여 허위의 진술을 하는 것은 무고죄를 구성하지 않는 것이지만, 당초 고소장에 기재하지 않은 사실을 수사기관에서 고소보충조서를 받을 때 자진하여 진술하였다면 이 진술부분까지 신고한 것으로 보아야 한다.[18]
- 피고인이 최초에 작성한 허위내용의 고소장을 경찰관에게 제출하였을 때 이미 허위사실의 신고가 수사기관에 도달되어 무고죄의 기수에 이른 것이라 할 것이므로 그 후에 그 고소장을 되돌려 받았다 하더라도 이는 무고죄의 성립에 아무런 영향이 없다.[19]
- 형법 제156조는 타인으로 하여금 형사처분 또는 징계처분을 받게 할 목적으로 공무소 또는 공무원에 대하여 허위의 사실을 신고한 자를 처벌하도록 정하고 있다. 여기서 ‘징계처분’이란 공법상의 감독관계에서 질서유지를 위하여 과하는 신분적 제재를 말한다. 그런데 사립학교 교원은 학교법인 또는 사립학교경영자가 임면하고(사립학교법 제53조, 제53조의2), 그 임면은 사법상 고용계약에 의하며, 사립학교 교원은 학생을 교육하는 대가로 학교법인 등으로부터 임금을 지급받으므로 학교법인 등과 사립학교 교원의 관계는 원칙적으로 사법상 법률관계에 해당한다. 비록 임면자가 사립학교 교원의 임면에 대하여 관할청에 보고하여야 하고, 관할청은 일정한 경우 임면권자에게 해직 또는 징계를 요구할 수 있는 등(사립학교법 제54조) 학교법인 등에 대하여 국가 등의 지도·감독과 지원 및 규제가 행해지고, 사립학교 교원의 자격, 복무 및 신분을 공무원인 국·공립학교 교원에 준하여 보장하고 있지만, 이 역시 이들 사이의 법률관계가 사법상 법률관계임을 전제로 신분 등을 교육공무원의 그것과 동일하게 보장한다는 취지에 다름 아니다. 따라서 학교법인 등의 사립학교 교원에 대한 인사권의 행사로서 징계 등 불리한 처분은 사법적 법률행위의 성격을 가진다.[20]

## 같이 보기
- 무고죄
- 위증죄
- 대한민국 형법 제157조 자백자수의 특례